# ハイマッキー

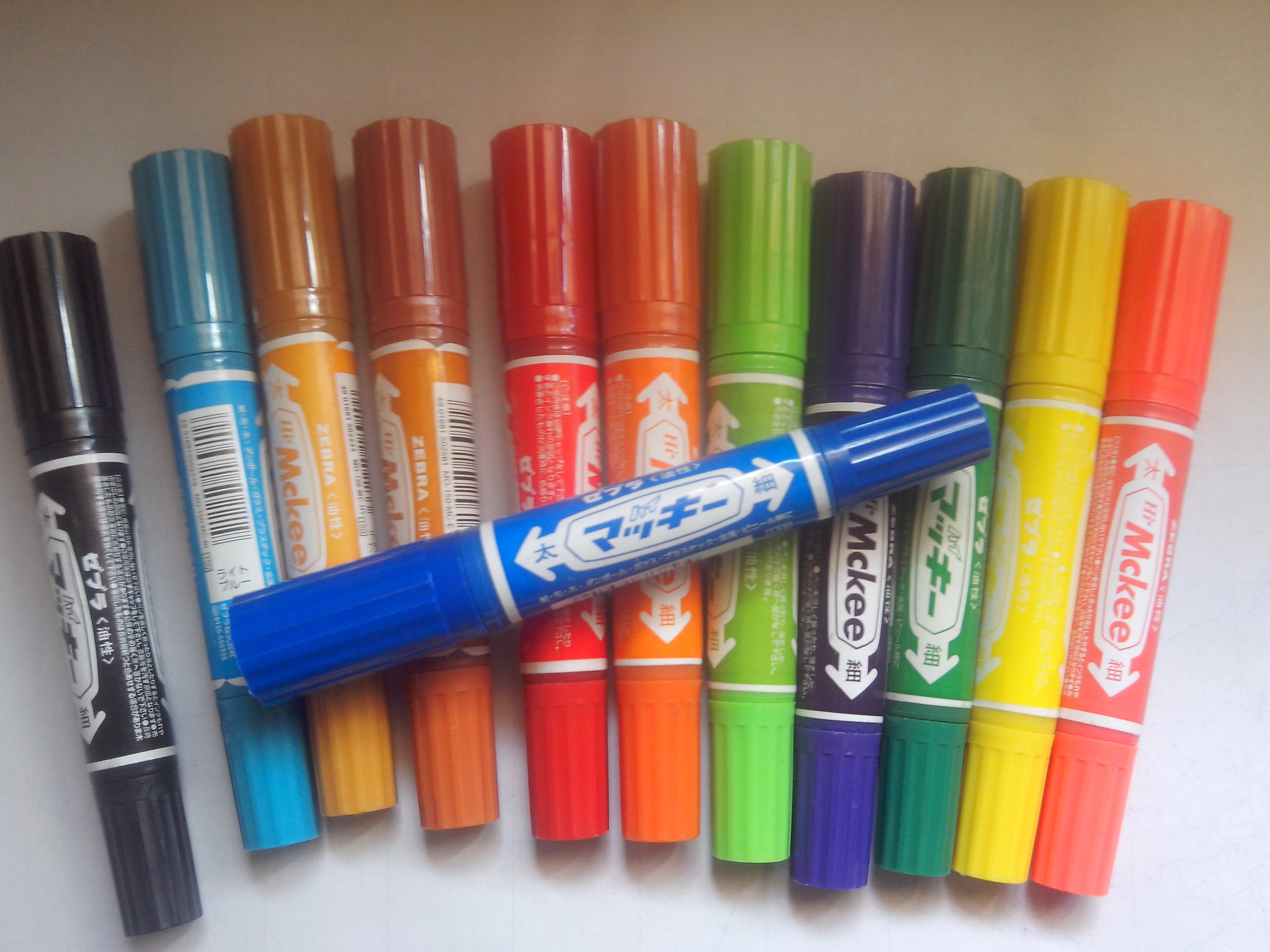
カラーバリエーション

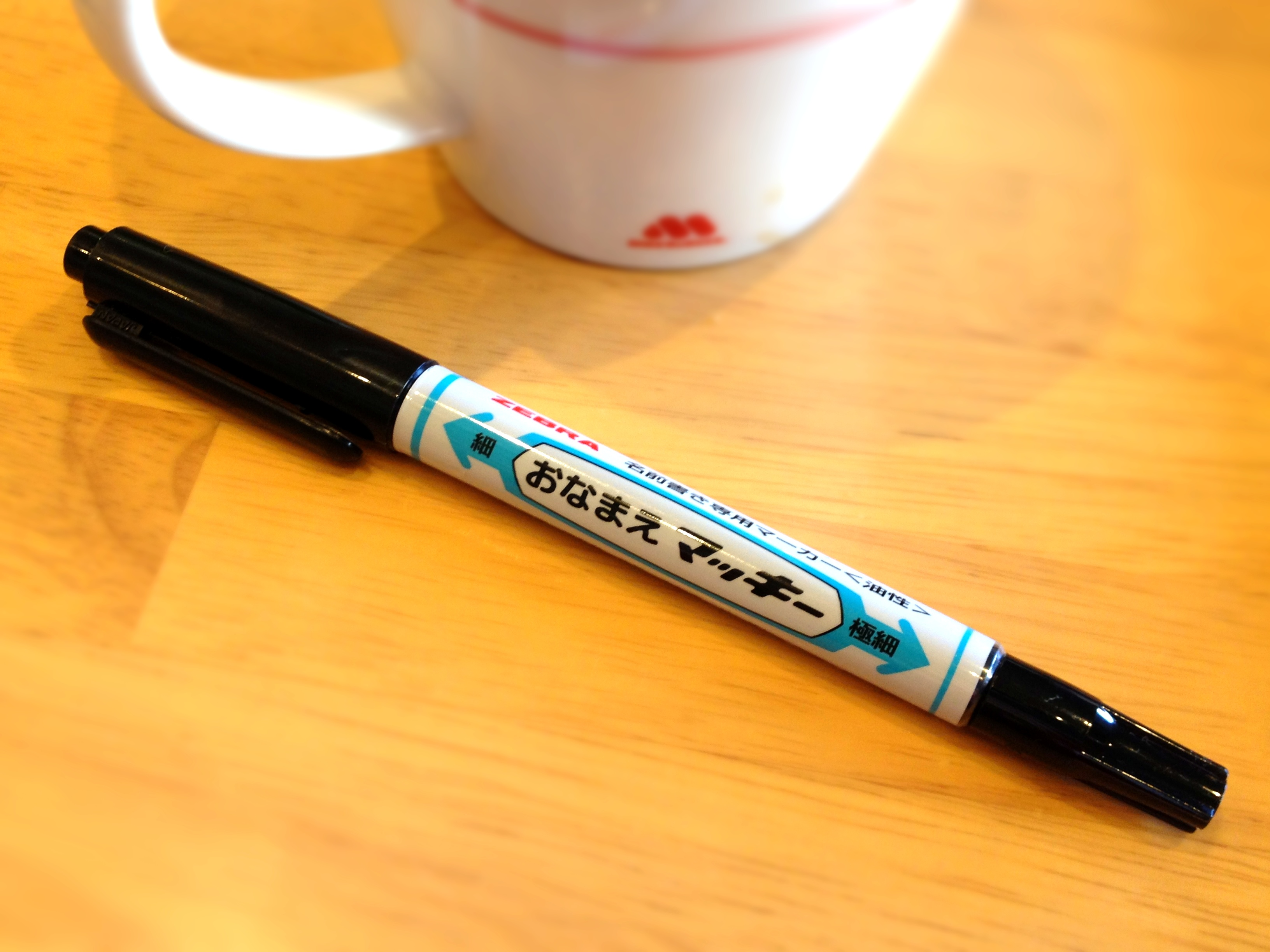
おなまえマッキー

ハイマッキー（Hi-Mckee）は、ゼブラが製造・販売する油性マーカーの商品名。ハイマッキーは両頭にペン先を有し、異なる太さの線を描くことが出来るのが特長。ゼブラのその他の油性マーカー（ホワイトボードマーカー除く）と一部水性マーカーは「マッキー」の名が付いている。

## 概要
マジックインキ（寺西化学工業）の対抗商品として、1976年に発売された。両頭で芯の太さが異なり、1本で太線・細線の両方が書けるのが特徴。油性アルコール系インクを使用しており、速乾性・耐水性に優れている。紙・布・木・ダンポール・ガラス・プラスチック・金属・ビニール類に最適。黒・青・ライトブルー・緑・ライトグリーン・黄・ピンク・紫・赤・オレンジ・ライトブラウン・茶の、全12色が存在する。
プロダクトデザインはゼブラの渋谷久敏、グラフィックデザインはゼブラの仲島優によるもので、そのデザインは発売当初からほとんど変わっていない。

## 主な種類
ハイマッキー
大型の手書きポスターやポップを描く際によく使われる。太さは、左の太が6.0mm、右の細が1.5-2.0mm。全12色。
マッキー極細
定番商品。サインペンとしてよく使われている。太さは、左の細が1.0-1.3mm、右の極細が0.5mm。全12色。
マッキー極太
太さは、左の平芯が8.0-17.0mm、右の角芯が10.0mm。黒・青・赤・緑・黄・ピンク・紫・茶の全8色。
マッキーノック細字
2006年発売。キャップがいらないノック式。芯は片頭のみ。太さは、1.0-1.3mm。黒・青・赤・緑・ピンクの全5色。2006年にグッドデザイン賞を受賞。
おなまえマッキー細字
布に書いたときの滲み・洗濯時の色落ちを抑えた、名前書き用のサインペン。芯は方芯のみで、太さは1.2-1.5mm。黒色のみ。
おなまえマッキー両用
上記商品の両頭タイプ。太さは極細が0.5mm、細字が1.0-1.3mm。黒色のみ。
ハイマッキーケア詰め替えタイプ
2005年発売。ハイマッキーをインクカートリッジ式にし、カートリッジを交換できるようにしたもの。全12色。
- インクカートリッジ：YYT5用インクカートリッジセット

マッキーケア極細詰め替えタイプ
2005年発売。全12色。
- インクカートリッジ：YYTS5用インクカートリッジ（2本入）

ハイマッキーマウス（Hi-Mckee Mouse）
2006年に東京ディズニーシーで期間限定発売された商品。BEAMS・ディズニー・ゼブラのコラボレーション商品。ハイマッキーの太側のキャップをミッキーマウスの顔のシルエットにしたもの。黒・赤の全2色。
ハイマッキー ミニチュアボールペンストラップ
ハイマッキーの形をした、ストラップ型のミニボールペン。太さは0.7mm。黒・青・赤・緑・黄・ライトブルー・ピンク・オレンジの全8色。
紙用マッキー
2007年発売。裏写りを防止を目的として水性顔料インクを使用した商品。太さは、左の平芯が5.6mm、右の角芯が1.4-1.7mm。黒・青・赤・緑・黄・ライトブルー・ピンク・オレンジ・赤紫・紫・茶・グレー・ライトグリーン・ペールオレンジ・ライトブラウン・蛍光緑・蛍光黄・蛍光ピンク・蛍光オレンジ・蛍光青の全20色。
- インクカートリッジ：紙用マッキーインクカートリッジ、替芯：紙用マッキー用替芯 太字/細字

紙用マッキー極細
2007年発売。太さは、左の細が0.7-1.2mm、右の極細が0.5mm。全20色。
- インクカートリッジ：紙用マッキー極細用インクカートリッジ

マッキーワーク
2018年8月24日発売。ネット通販などによるダンボール梱包物の扱い量増加に伴い、ハイマッキーに安全性を考慮したダンボールオープナーを搭載したもの。細字用キャップに、梱包用クラフトテープや布テープのカッター機能を持たせている。オープナー部は怪我や商品への傷つきを防ぐ樹脂製で、ラベル共々黄色を配している。黒・赤の全2色。